# Řády, vyznamenání a medaile Egypta

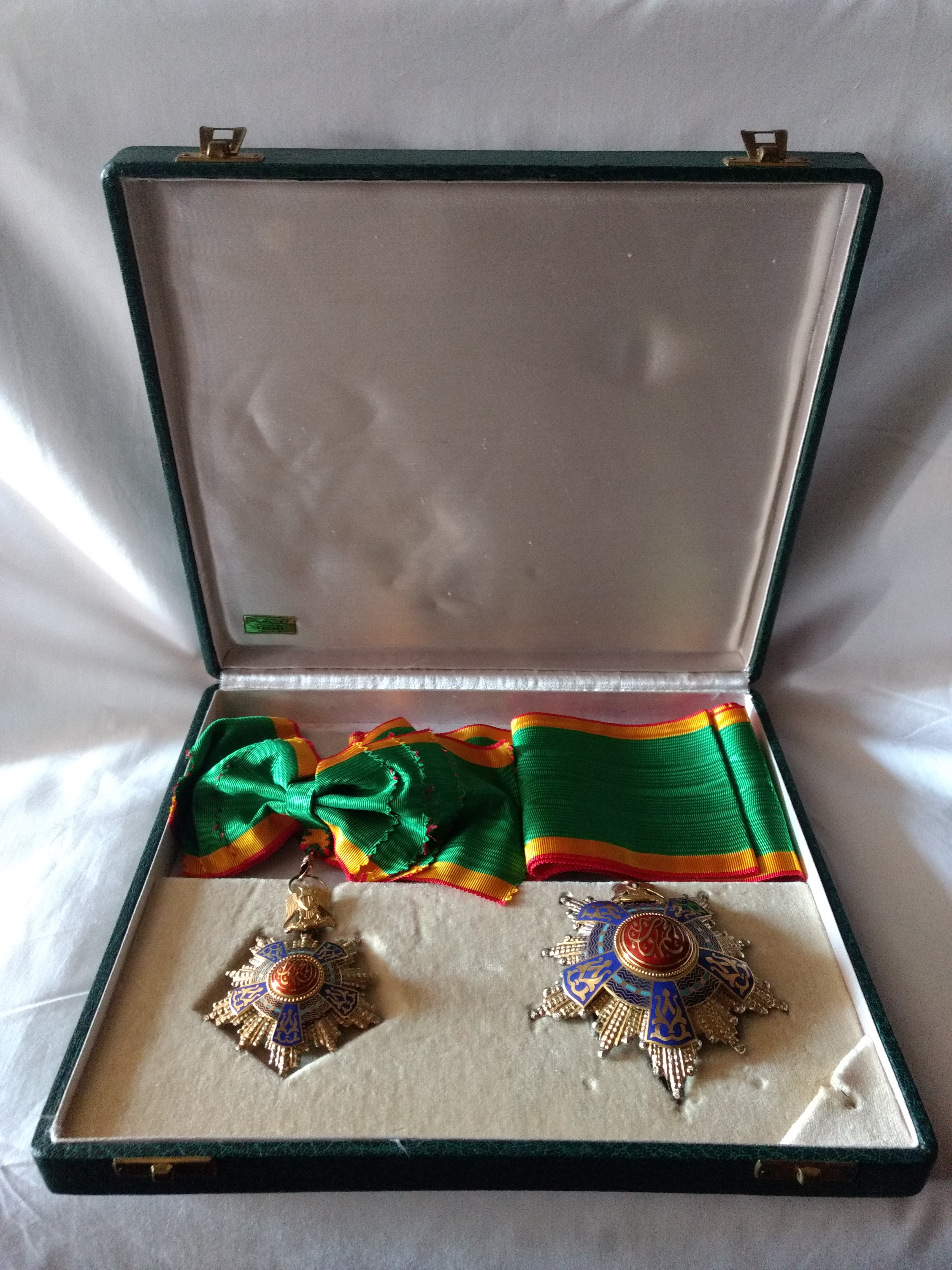
Řád republiky v kazetě

Systém státních vyznamenání Egypta se skládá z řádů a medailí. Nejdříve byla egyptská vyznamenání udílena egyptskými panovníky a po zániku monarchie egyptskými prezidenty.

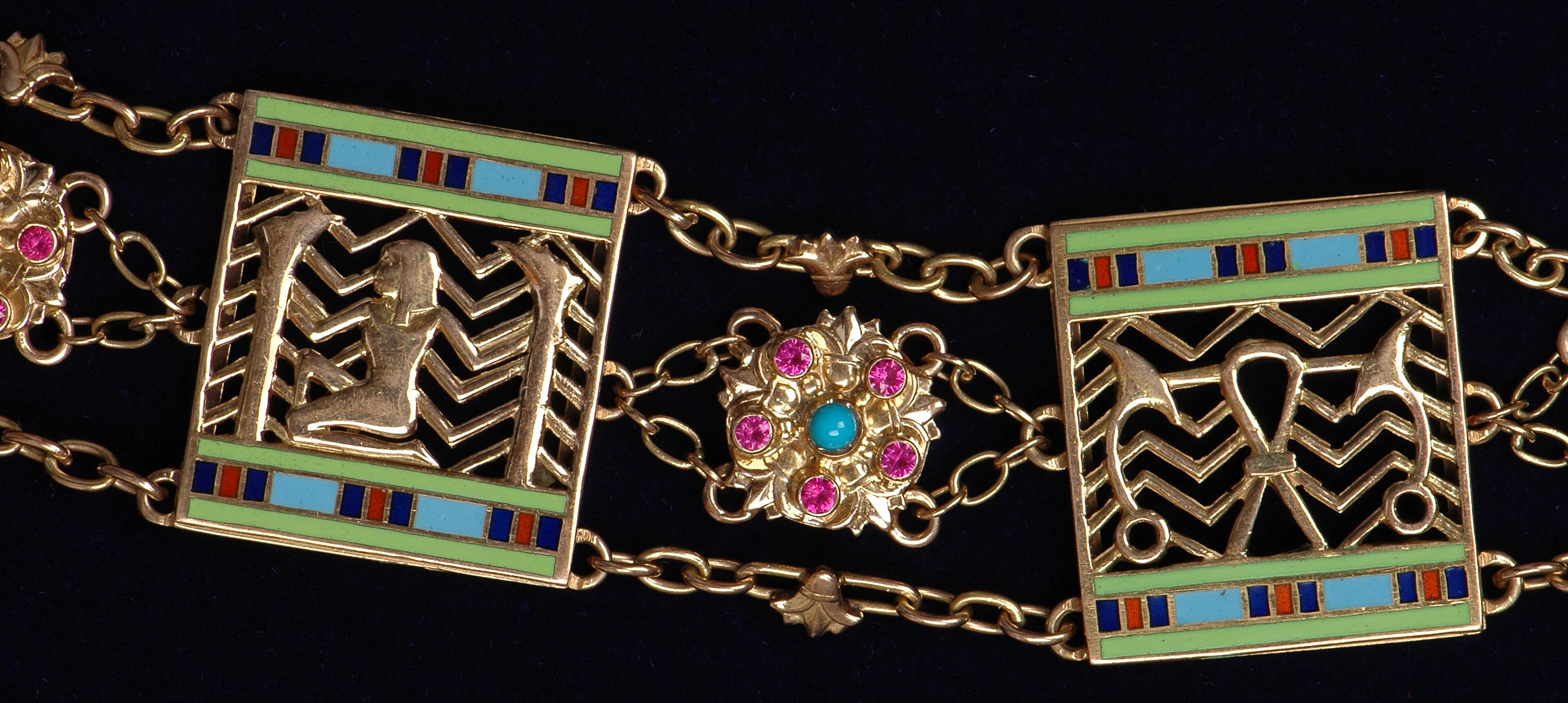
Detail řádového řetězu Řádu Nilu

Během středověku ani pod nadvládou Osmanské říše, neměl Egypt žádný vlastní rytířský řád. Padišáh v Konstantinopoli neodměňoval své egyptské poddané medailemi a řády, ale udílel jim čestné tituly jako bej, paša nebo efendi. Poté, co se Egypt stal královstvím založil král Fuad I., vládnoucí v letech 1917 až 1936, první egyptský řád.

## Egyptské království (1922–1953)

### Řády
- Řád Muhammada Alího (نيشان محمد علي) byl založen dne 14. dubna 1915 a udílen byl do 18. června 1953. Udílen byl občanům Egyptského království i cizím státním příslušníkům, a to vojákům i civilistům, za vojenské či civilní služby státu.[1][2]
- Řetěz Fuada I. byl založen roku 1936 a udílen byl do roku 1953.[3][4]
- Řád Ismaíla (نيشان إسماعيل) byl založen dne 14. dubna 1915 a udílen byl do roku 1953. Udílen byl občanům Egyptského království a cizím státním příslušníkům za vynikající služby státu.[5][6]
- Řád Nilu (قلادة النيل العظمى) byl založen roku 1915. Udílen je občanům Egypta i cizincům za příkladné služby pro Egypt.[7][8]
- Řád zemědělství byl založen dne 21. listopadu 1932. Udílen byl za mimořádné služby v oblasti zemědělství.[9][10]
- Řád kultury byl založen dne 21. listopadu 1932. Udílen byl za mimořádné služby v oblasti vzdělávání, vědy a umění.[11][12]
- Řád průmyslu a obchodu byl založen dne 21. listopadu 1932. Udílen byl za mimořádné služby na poli průmyslu a obchodu.[13][14]
- Řád ctností (نيشان الكمال) byl založen dne 14. dubna 1915. Udílen měl být za mimořádně vynikající služby, ale většinou je udílen manželkám důležitých státníků.[15][16]

### Medaile
- Medaile za záslužné činy byla založena roku 1917. Udílena byla za dlouhou a mimořádnou službu králi a státu.[17][18]
- Medaile za oddanost službě byla založena roku 1920. Udílena byla za vynikající službu při udržování veřejného pořádku.[19][20]
- Medaile dobročinnosti byla založena roku 1928. Udílena byla za dlouhou a oddanou službu státu.[21][22]
- Medaile Palestiny byla založena roku 1948. Udílena byla za službu během první arabsko-izraelské války.[23][24]
- Medaile stého výročí Muhammada Alího byla založena roku 1949 při příležitosti stého výročí Muhammada Alího.[25]
- Medaile ministerstva všeobecného školství byla založena králem Farúkem I. v roce 1937. Udílena byla za úspěchy v oblasti vzdělávání.[26]

## Egyptská republika (1953–1958)

### Řády
- Řád Nilu byl založen v době monarchie a po vzniku republiky byl v roce 1953 obnoven.[27][28]
- Řád republiky (وسام الجمهورية) – byl založen roku 1953. Udílen je občanům Egypta i cizincům za civilní či vojenské služby státu.[29][30]
- Vojenský řád republiky byl založen roku 1953. Udílen je vojenským jednotkám nebo formacím za vynikající výsledky.[31]
- Řád nezávislosti byl založen roku 1955. Udílen byl občanům Egypta za účast na revoluci v červenci 1952.[32][33]
- Řád za zásluhy (الإستقق نیشان) byl založen roku 1953. Udílen je za cennou službu Egyptu.[34]
- Řád zemědělství byl založen roku 1953. Udílen je za mimořádné služby v oblasti zemědělství a navazuje na předchozí řád z období monarchie.[35]
- Řád vědy a umění byl založen roku 1953. Udílen je za přínos v oblasti umění, vědy a vzdělanosti.[36][37]
- Řád průmyslu a obchodu
- Řád sportu byl založen roku 1952. Udílen je za přínos k egyptskému sportu.[38][39]
- Řád ctností byl založen v době monarchie a po vzniku republiky byl v roce 1953 obnoven.[40][41]
- Řád vojenské hvězdy byl založen dne 9. července 1953. Udílen je za odvahu a sebeobětování.[42]

### Medaile
- Medaile za vojenskou službu byla založena dne 9. července 1953. Udílena je příslušníkům ozbrojených sil za loajální a odvážnou službu v nebojových podmínkách.[43]
- Medaile za zásluhy byla založena roku 1953. Udílena je za dlouhou a věrnou službou státu.[44][45]

## Sjednocená arabská republika (1958–1961)

### Řády
- Řád na památku Sjednocené arabské republiky byl založen dne 16. února 1958. Udělen byl všem příslušníkům ozbrojených sil, kteří byli ve službě k rozhodnému datu 1. února 1958.[46][47]
- Řád práce byl založen roku 1966. Udílen je za přínos v oblasti průmyslu, ekonomiky a vědeckého pokroku.[48]

### Medaile
- Vojenská medaile za statečnost byla založena dne 9. července 1959. Udílena je příslušníkům ozbrojených sil za odvahu na bojišti.[49][50]
- Medaile za výcvik byla založena roku 1959. Udílena je za úspěchy a vysoký standard během výcviku, či za zranění během výcviku.[51][52]
- Medaile za dlouhou službu a dobrý příklad byla založena roku 1959.[53] Medaile je udílena příslušníkům ozbrojených sil za minimálně dvacet let služby.[54]
- Medaile za válečné zranění byla založena roku 1959. Udílena je příslušníkům ozbrojených sil za zranění v akci.[55][56]
- Medaile distinkce byla založena roku 1966. Udílena je za zásluhy na poli vědy, umění, literatury, zemědělství, průmyslu, obchodu, sportu aj.[57][58]

## Egyptská arabská republika (od roku 1961)

### Řády
- Řád sinajské hvězdy byl založen roku 1972. Udílen je příslušníkům ozbrojených sil za činy mimořádné statečnosti a neohroženosti v přímém boji proti nepříteli během válečných operací, které tak ukazují na vzácné a jedinečné schopnosti k sebeobětování.[59][60]

### Medaile
- Medaile za válečné zranění byla založena roku 1959 a přetrvala i po změně režimu a vzniku Egyptské arabské republiky. Udílena je příslušníkům ozbrojených sil za zranění v akci.[55][56]
- Medaile za výcvik byla založena roku 1959 a přetrvala i po změně režimu a vzniku Egyptské arabské republiky. Udílena je za úspěchy a vysoký standard během výcviku, či za zranění během výcviku.[51][52]
- Medaile za dlouhou službu a dobrý příklad byla založena roku 1959 a přetrvala i po změně režimu a vzniku Egyptské arabské republiky.[53] Medaile je udílena příslušníkům ozbrojených sil za minimálně dvacet let služby.[54]

- Medaile 6. října byla založena dne 16. února 1974. Udělena byla příslušníkům ozbrojených sil, kteří sloužili v rozhodném datu mezi 6. říjnem 1973 a 2. únorem 1974.[61][62]
- Medaile bojovníků října 1973 byla založena dne 16. února 1974. Udělena byla všem účastníkům jomkipurské války.[63]
- Medaile 20. výročí revoluce byla založena roku 1972 při příležitosti dvacátého výročí revoluce z roku 1952.[64]
- Medaile za osvobození Kuvajtu byla založena roku 1991. Udílena je příslušníkům ozbrojených sil za službu během války v zálivu mezi srpnem 1990 a březnem 1991.[65][66]
- Pamětní medaile stříbrného jubilea osvobození Sinaje byla založena dne 25. dubna 2007. Udělena byla příslušníkům ozbrojených sil, kteří byli v aktivní službě k rozhodnému datu 25. dubna 2007.
- Medaile zlatého výročí revoluce 23. července byla založena dne 23. července 2002. Udělena byla příslušníkům ozbrojených sil, kteří byli v aktivní službě k rozhodnému datu 23. července 2002.[67]